# Adelheidstraße 12a (Quedlinburg)

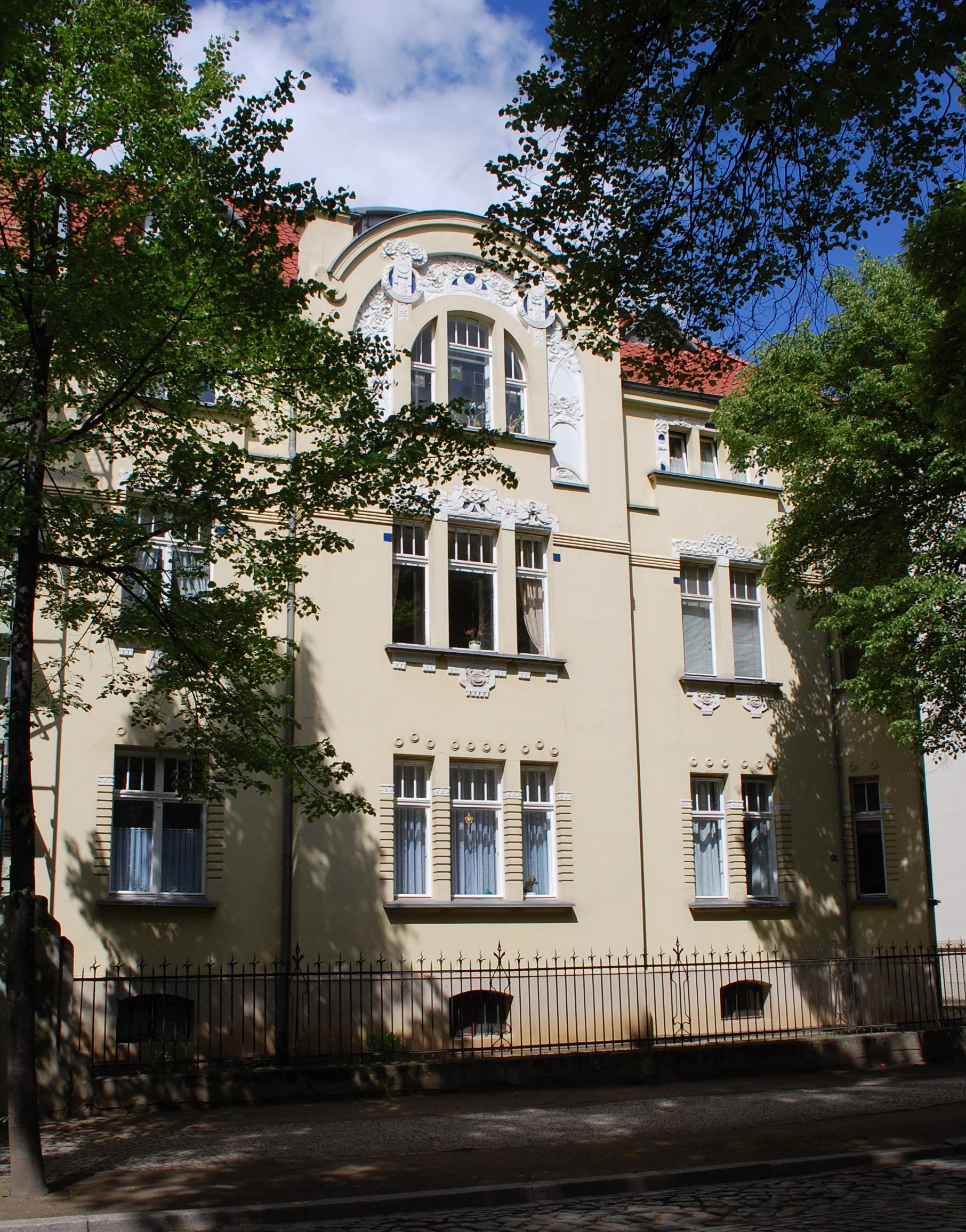
Adelheidstraße 12a

Das Haus Adelheidstraße 12a ist eine denkmalgeschützte Villa in der Stadt Quedlinburg in Sachsen-Anhalt.

## Architektur und Geschichte
Die im Jugendstil gestaltete Villa entstand in den Jahren 1905 und 1906. Bauherr war der Oberrealschuldirektor Hermann Lorenz. Direkt südlich grenzt die in ähnlicher Form errichtete Villa Adelheidstraße 12 an. Zur Straße hin prägt ein Mittelrisalit das Gebäude. An der nördlichen Ecke befindet sich ein Eckerker. Die straßenseitige und die nördliche Fassade sind mit Stuck und Putzgliederungen verziert. Die gelbliche Farbgebung wird durch weiße Ornamentfelder an den Fenstern unterbrochen. Oberhalb der Fenster finden sich blaue Partien.
Die Grundstückseinfriedung ist ebenfalls in Formen des Jugendstils gestaltet.